# Th!nk?
Koordinaten: 51° 16′ 10″ N, 12° 20′ 7″ O
Das TH!NK? ist ein eintägiges Musikfestival für Techno und House, das seit 2010 jährlich am letzten Sonntag im Juli am Nordstrand des Cospudener Sees von dem Leipziger Club Distillery bei Tageslicht veranstaltet wird. Das Line-up ist zum einen international ausgerichtet, zum anderen werden in Bezug auf die lokale Clubszene Leipziger DJs ausgewählt.

## Lage

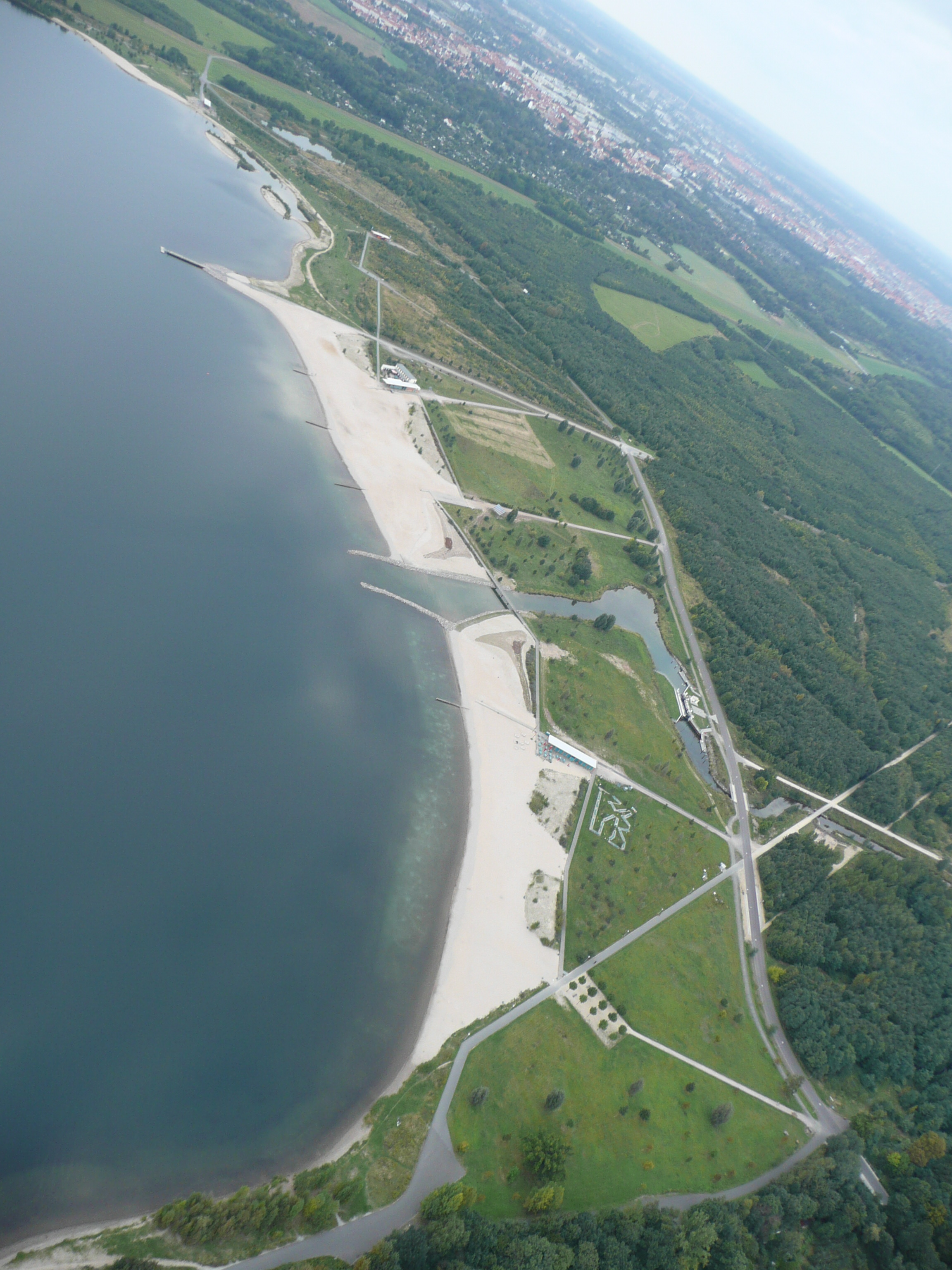
Der Nordstrand des Cospudener Sees

Das Festivalgelände befindet sich auf dem Nordstrand des Cospudener Sees, ist offen gestaltet und reicht bis ins Wasser.

## Geschichte
In den Jahren 1994 und 1995 wurden die ersten Ausgaben unter anderem mit Richie Hawtin, Paul van Dyk oder Acid Scout veranstaltet. Es folgte eine 15-jährige Pause, bis 2010 das Festival am Cospudener See neu aufgelegt wurde.
Wurde die Neuauflage Mitte August auf den Headliner Paul Kalkbrenner ausgerichtet und mit 10.000 Besuchern durchgeführt, begrenzte man in den Folgejahren die Besucherzahl auf ca. 5000 und legte es auf den letzten Sonntag im Juli. So soll für eine bessere Partyatmosphäre und mehr Freiraum gesorgt werden, das Festivalgelände würde 15.000 Besuchern Platz bieten.
Seitdem spielten hier unter anderem Marek Hemmann, Sven Väth, Daniel Stefanik, Mathias Kaden, DJ Koze, Maceo Plex, Solomun, Nina Kraviz, Dixon, Nightmares on Wax, Ricardo Villalobos, Rødhåd, Robag Wruhme, Aril Brikha, Paul Kalkbrenner, Sascha Funke, Ellen Allien, Jan Blomqvist, Recondite, Super Flu, Chris Liebing und Monkey Safari.
Die Veranstalter sagten das Festival für das Jahr 2023 wegen gestiegener Kosten ab, insbesondere wegen der Personal- und Transportkosten. Die schlechte Planbarkeit infolge gesunkener Ticketverkäufe von 2021 auf 2022 sowie der Umzug der Distillery wurden ebenso als Grund genannt.